# Жулинський Микола Володимирович
Мико́ла Володи́мирович Жули́нський (нар. 9 липня 1991 — 30 серпня 2016) — старший солдат Збройних сил України, учасник російсько-української війни.

## Життєпис
Народився 1991 року в селі Тягун (Іллінецький район, Вінницька область). Мама померла, коли Микола був у 3-му класі, батько — коли син закінчив тягунську школу. Працював трактористом.
З весни 2016 року у війську, військовослужбовець за контрактом; старший солдат, механік-водій розвідувального відділення розвідувального взводу розвідувальної роти, 131-й окремий розвідувальний батальйон (курінь УНСО). З весни-літа 2016-го брав участь в боях на сході України псевдо «Маус».
30 серпня 2016 року Микола Жулинський загинув під час виконання бойового завдання від снайперського обстрілу поблизу села Довге (Слов'яносербський район) (за іншими даними — в часі пошуку і знищення ДРГ противника на території Попаснянського району).
3 вересня 2016 року похований в селі Тягун Іллінецького району.
Без Миколи лишилася сестра.

## Нагороди та вшанування
- указом Президента України № 476/2016 від 27 жовтня 2016 року «за особисту мужність і високий професіоналізм, виявлені у захисті державного суверенітету та територіальної цілісності України, вірність військовій присязі» — нагороджений орденом «За мужність» III ступеня (посмертно)[1]
- відзнакою МОУ «Знак Пошани»
- відзнакою 131 ОРБ «Хрест розвідника».